# Courcelles-lès-Semur
Courcelles-lès-Semur település Franciaországban, Côte-d’Or megyében. Lakosainak száma 228 fő (2022. január 1.). Courcelles-lès-Semur Semur-en-Auxois, Montigny-Saint-Barthélemy, Thoste, Vic-de-Chassenay és Le Val-Larrey községekkel határos.

## Népesség
A település népességének változása:
| Lakosok száma | 167  | 171  | 193  | 223  | 240  | 249  | 245  | 240  | 240  | 228  |
|               | 1968 | 1982 | 1990 | 2006 | 2013 | 2015 | 2017 | 2019 | 2020 | 2022 |